# Il prigioniero di Kaag
(dal paragrafo 300)
Il prigioniero di Kaag (titolo originale The Captives of Kaag) è un librogame dello scrittore inglese Joe Dever, pubblicato nel 1991 a Londra dalla Red Fox Children's Books e tradotto in numerose lingue del mondo. È il quattordicesimo dei volumi pubblicati della saga Lupo Solitario. La prima edizione italiana, del 1991, fu a cura della Edizioni EL.

## Trama
Banedon il mago, capo della Corporazione della Stella di Cristallo e amico fraterno di Lupo Solitario, è stato rapito dai maghi Nadziranim e tenuto prigioniero nella città-fortezza di Kaag: la conoscenza di Banedon della magia bianca, unita alla magia nera, darebbe ai Nadziranim un potere incontrastabile.
Lupo Solitario dovrà addentrarsi nella terribile roccaforte e liberare l'amico prima che sia troppo tardi, salvo scoprire l'identità del nuovo governatore di Kaag, l'Arcidruido Cadak, nemico giurato del Grande Maestro dai tempi di Mogaruith. Proprio quest'ultimo svela che il rapimento di Banedon era solo un'esca per attirare in trappola il Ramas, ma Lupo Solitario riuscirà ancora una volta ad avere la meglio sul suo avversario, salvando l'amico mago e fuggendo dalla fortezza a bordo della navicella Skyrider.

## Edizioni
- Joe Dever, Il prigioniero di Kaag, traduzione di Laura Pelaschiar, collana Librogame, Edizioni EL, 1991,  cap. 350, ISBN 88-7068-367-2.